# Eskmo
Eskmo, vlastním jménem Brendan Angelides, je producent elektronické hudby žijící v San Franciscu.

## Hudba
V počátcích své tvorby si založil svůj vlastní label Eskmo Recordings. Nyní spolupracuje s labely jako Ninja Tune, Warp, Planet Mu a Ancestor. S Amonem Tobinem založil projekt Eskamon a následně roku 2010 vydal na zmiňovaném labelu Ninja Tune své vlastní první řadové album Eskmo. V roce 2011 vydává video ve spolupráci s Cyriakem Harrisem k písni We got More z alba Eskmo.

## Diskografie

### Alba
- Eskmo (Ninja Tune, 2010)

### Samply & singly
- Machines On Task (Eskmo Recordings, 1999)
- Downbeat (2005)
- Cyberfunk (2006)
- Hypercolor (2009)
- Agnus Dei (2009)